# Rathaus Niemegk

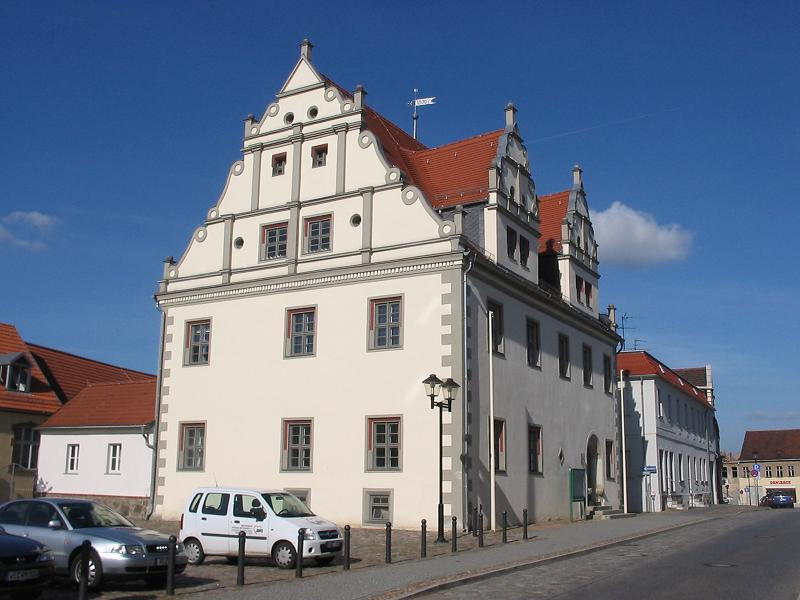
Rathaus Niemegk von Südosten

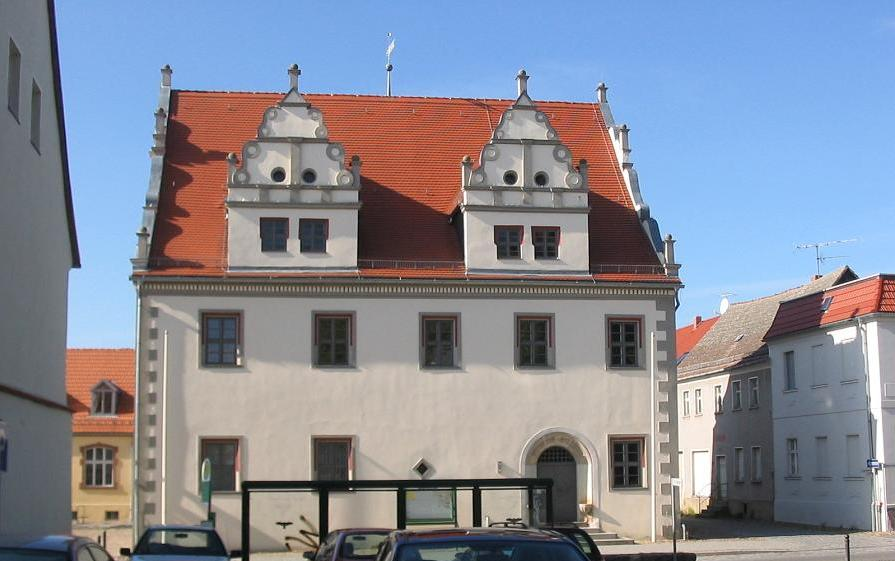
Rathaus Niemegk von Osten

Das Rathaus von Niemegk ist ein Baudenkmal in Niemegk im Landkreis Potsdam-Mittelmark in Brandenburg. Es steht auf der Denkmalliste mit der Nummer 09190313.
Niemegk entstand mit hoher Wahrscheinlichkeit durch die Ansiedlung von niederländischen Kolonisten, die dem Fläming auch seinen Namen gaben. Vermutlich kamen die Siedler aus der Gegend von Nijmegen und gaben dem Ort seinen Namen, ähnlich wie der Name von Aken (Elbe) mit Aachen in Verbindung zu bringen ist. Die Rathäuser beider Städte ähneln einander in einigen Details: Es handelt sich jeweils um einen weiß verputzten Renaissancebau mit Schweifgiebeln. Zudem stehen beide Rathäuser an der Nordseite des Marktes an der vorbeiführenden Straße. Hier enden allerdings die Parallelen mit dem Rathaus Aken. Das Stadtrecht erhielt Niemegk im Jahr 1228, so dass ein Vorgängerbau sehr wahrscheinlich ist, zumal die Stadt im 15. und 16. Jahrhundert mehrfach überfallen wurde.
Das heutige Rathaus entstand im Jahr 1570 als zweigeschossiger Bau mit einem Satteldach, bei dem einige Formteile in Sandstein ausgeführt wurden. Der Schweifgiebel an der Südseite wird ebenso wie die Giebel der Zwerchhäuser an der Ostseite durch Gesimse und Pilaster gegliedert. In seiner Ausgestaltung (Schweifgiebel an zwei Seiten, Zwerchhäuser an der dritten) ähnelt das Niemegker Rathaus dadurch zudem dem Waage-Gebäude am Markt von Nijmegen. Die Fenster besitzen profilierte Gewände. Ungewöhnlich ist die asymmetrische Einordnung des Portals nahe der Nordostecke. Das rundbogige Sitznischenportal der Renaissancezeit führt heute ins Innere und direkt hinter ihm findet sich ein vermutliches Reststück der kursächsischen Postmeilensäule von Niemegk. An der Nordseite des Gebäudes findet sich ein vermauertes Rundbogenportal.
Innen ist das Gebäude einheitlich gestaltet und erhält seine Aufteilung in beiden Geschossen durch eine halbierende Querwand. Dadurch entsteht je ein flachgedeckter Saal sowie zwei Zimmer. Im Keller findet sich ein quadratischer Raum mit Kreuzgewölbe auf Mittelstütze sowie zwei tonnengewölbte Räume. Die letzte Sanierung erfolgte in den Jahren 2018 und 2019. Das Gebäude ist zugleich Sitz des Amtes Niemegk, dem drei weitere Gemeinden angehören, und der Stadtinformation. Östlich gegenüber befinden sich die Stadtkirche St. Johannis und das Haus, in dem Robert Koch wirkte.